# Audan Uighyr
Der Audan Uighyr (kasachisch Ұйғыр ауданы Uighyr audany, russisch Уйгурский район Uigurski rajon) ist ein Bezirk im Gebiet Almaty in Kasachstan.

## Bevölkerung
Bei der Volkszählung 1999 hatte der Audan Uighyr 62.981 Einwohner. Die Volkszählung 2009 ergab für den Bezirk eine Einwohnerzahl von 60.792. Bei der letzten Volkszählung 2021 lebten 63.598 Menschen im Audan Uighyr. Die Fortschreibung der Bevölkerungszahl ergab zum 1. Januar 2025 eine Einwohnerzahl von 61.510.
| Einwohnerentwicklung               | Einwohnerentwicklung | Einwohnerentwicklung | Einwohnerentwicklung | Einwohnerentwicklung | Einwohnerentwicklung | Einwohnerentwicklung | Einwohnerentwicklung |
| 1939                               | 1959                 | 1970                 | 1979                 | 1989                 | 1999                 | 2009                 | 2021                 |
| ---------------------------------- | -------------------- | -------------------- | -------------------- | -------------------- | -------------------- | -------------------- | -------------------- |
| 18.242                             | 25.812               | 47.276               | 53.435               | 58.411               | 62.981               | 60.792               | 63.598               |
| Anmerkung: Volkszählungsergebnisse |                      |                      |                      |                      |                      |                      |                      |

## Verwaltungsgliederung
Der Audan Uighyr ist in 14 ländliche Bezirke (kasachisch Ауылдық округ Auyldyq okrug; russisch Сельский округ Selski okrug) gegliedert (Stand: 2021).
| Ländlicher Kreis | Einwohner | Einwohner | Orte                                                            |
| Ländlicher Kreis | 2009      | 2021      | Orte                                                            |
| ---------------- | --------- | --------- | --------------------------------------------------------------- |
| Abat             | 2.324     | 1.886     | Abat                                                            |
| Aqsu             | 5.346     | 5.083     | Dolaity, Kanal, Kischi Aqsu, Toghysbulaq, Ülken Aqsu            |
| Aqtam            | 1.846     | 2.023     | Aqtam                                                           |
| Bachar           | 2.989     | 3.087     | Bachar, Schyryn                                                 |
| Dardamty         | 4.134     | 3.858     | Ardolaity, Dardamty, Dobyn, Gomby, Sungqar                      |
| Ketpen           | 3.268     | 3.039     | Dobyn Stansassy, Kepebulaq, Ketpen, Ortalyq Qudyq, Qudyqarassan |
| Kischi Diqan     | 2.944     | 2.640     | Kischi Diqan, Ülken Diqan                                       |
| Qolschat         | 2.280     | 2.244     | Qolschat                                                        |
| Qyrghyssai       | 2.368     | 2.434     | Qyrghyssai, Rachat                                              |
| Scharyn          | 5.572     | 6.236     | Scharyn                                                         |
| Schonschy        | 18.008    | 22.068    | Qalghantam, Sarytoghai, Schonschy                               |
| Sümbe            | 4.277     | 3.736     | Baqtyqurai, Qalghantam, Schoschanai, Sümbe                      |
| Tasqarassu       | 2.820     | 2.981     | Tasqarassu                                                      |
| Tegermen         | 2.616     | 2.283     | Kanal, Tegermen, Usyntam                                        |